# Capultitla, Veracruz
Capultitla är en ort i Mexiko.   Den ligger i kommunen Magdalena och delstaten Veracruz, i den sydöstra delen av landet, 230 km öster om huvudstaden Mexico City. Capultitla ligger 1 498 meter över havet och antalet invånare är 546.
Terrängen runt Capultitla är kuperad åt nordost, men åt sydväst är den bergig. Runt Capultitla är det ganska tätbefolkat, med 100 invånare per kvadratkilometer. Närmaste större samhälle är Córdoba, 18,7 km nordost om Capultitla. I omgivningarna runt Capultitla växer i huvudsak städsegrön lövskog.